# Natasha (EP)
Natasha es un EP de Pig Destroyer, lanzado en 2008 por Relapse Records. El EP consta de una canción única e ininterrumpida incluida originalmente en las ediciones especiales de Terrifyer como DVD. A diferencia del material grindcore anterior de Pig Destroyer, Natasha muestra a la banda tocando en un estilo sludge / cyber .
El EP también actúa como una continuación y final del concepto lírico presentado en Terrifyer .

## Listado de pistas
1. "Natasha" - 37:55 ( Scott Hull, JR Hayes)

## Personal
- Scott Hull – guitarra, producción, grabación, ingeniería, mezcla, masterización
- JR Hayes – voz
- Blake Harrison – muestreo, ambiente, ruido
- Brian Harvey - batería